# International Marxist Tendency
De International Marxist Tendency (IMT) is een internationale socialistische organisatie die gebaseerd is op de ideeën van Karl Marx, Friedrich Engels, Vladimir Lenin en Lev Trotski. De organisatie is actief in 37 landen. In België en Nederland is Vonk aangesloten. De Nederlandse sectie van de IMT heeft in maart 2018 zijn naam veranderd naar Revolutie.

## Geschiedenis
Militant (ook bekend als Militant tendency) was een groep die aan entrisme deed binnen de Labour Party (Verenigd Koninkrijk) en zich had gevormd rondom de krant Militant die in 1964 voor het eerst was uitgebracht. In 1974 vormde Militant samen met bondgenoten uit Zweden, Ierland en andere landen het Committee for a Workers International (CWI). Toen was dit de grootste trotskistische organisatie in Europa. Militant kreeg in de jaren 70 en 80 steeds meer leden en domineerde de Labour Party in Liverpool. In 1983 werden de vijf leden van de Militant redactie uit de Labour Party gezet omdat zij de grondwet van de partij zouden hebben overtreden. Over de jaren werden steeds meer leden van Militant uit de partij gezet.
Ted Grant was lange tijd leider van Militant tot hij in 1992 afsplitste vanwege verschillende oorzaken, maar voornamelijk over de vraag of ze binnen de Labour Party verder zouden gaan. De meerderheid van Militant splitste zich af omdat zij tegen het entrisme waren en vormde Militant Labour wat uiteindelijk de Socialist Party of England and Wales werd. Grant argumenteerde dat het verlaten van de Labour Party meerdere decennia van werk zou weggooien. Hij pleitte ervoor dat marxisten in de partij zouden moeten blijven, maar hij werd samen met zijn achterban uit de Militant Tendency gezet. Daarop vormde Grant samen met Alan Woods Socialist Appeal.
Het gevecht binnen Militant verspreidde zich naar het Committee for a Workers International. Grant was de belangrijkste theoreticus van deze internationale beweging, maar hij werd eruit gezet waarna er een splitsing volgde binnen de internationale groep. De toenmalige 'minderheid', waaronder het grootste deel van de Spaanse, Italiaanse en Latijns-Amerikaanse groepen, werd geleid door Grant en Woods die afsplitsten tot het Committee for a Marxist International.
Bij het wereldcongres van 2008 werd de naam van Committee for a Marxist International veranderd naar International Marxist Tendency, maar een splintergroep bleef onder de oude naam doorgaan onder leiding van onder meer voormalig hoofdredacteur van de Militant, Peter Taaffe. terwijl de minderheid uit 1992 zich omdoopte tot de huidige benaming. De Pakistaanse sectie, geleid door Lal Khan, was de grootste groep, maar werd begin 2016, op een kleine afsplitsing na, door het internationaal secretariaat in Londen niet langer erkend.
Woods bewerkt de krant Socialist Appeal van de Britse sectie van de IMT en de algemene website in Defence of Marxism (Marxist.com).
Alan Woods is tevens de bewerker van de IMT website Marxist.com.

## Theorie en tactiek
De International Marxist Tendency is een organisatie die zich voornamelijk houdt aan orthodox trotskisme met een nadruk op de onderwijs van kaders van arbeiders en jongeren.
Het manifest van de IMT stelt eisen zoals "het einde van privatisering en het opgeven van de markteconomie", "de nationalisering van geprivatiseerde bedrijven zonder compensatie" en de "herintroductie van de staatsmonopolie op buitenlandse handel".
De Nederlandse sectie Revolutie heeft op hun website  ook verschillende strijdpunten  staan waaronder "een minimumloon van 2000 euro netto. De afschaffing van de getrapte jeugdminimumloon", "Bijstand van tenminste 75% van het minimumloon. Geen kortingen en verplichte tewerkstellingen voor minder dan het minimumloon", "Beëindig de werkloosheid: minder werken om allemaal te kunnen werken. 30-urige werkweek zonder loonverlies", "nationalisering van alle banken zonder schadevergoeding voor aandeelhouders" en "Schaf de monarchie af. Herstel van de democratische rechten, die in naam van terrorismebestrijding zijn ingeperkt. Voor een socialistische republiek, waarin alle takken van de administratie ten dienste van de bevolking en onder democratische controle van de werknemers staan. Onder het socialisme moeten alle volksvertegenwoordigers verkozen en permanent afzetbaar zijn en een zelfde loon betaald krijgen als het gemiddelde van de bevolking."
Als reactie op het beleid van de Nederlandse overheid op de coronapandemie heeft Revolutie verschillende overgangseisen uitgebracht waaronder "de sluiting van alle niet-essentiële productie, distributie en detailhandel. Tijdens deze sluiting moet al het personeel 100% doorbetaald worden." en "de oprichting van veiligheidscomités bestaande uit werkvloerafgevaardigden, vakbondsvertegenwoordigers en experts, die toezien op het werk in de essentiële sectoren."

## Activiteit
Het IMT gebruikt entrisme net zoals het CWI dat tot de vroege jaren 90 hanteerde bij sociaal-demcoratische massapartijen. Deze methode wordt ingezet in arbeiderspartijen van landen met IMT-secties. In sommige landen sloten ze zich ook aan bij communistische of populistische partijen zoals in Pakistan. Deze activiteiten worden wel gecombineerd met sterke activiteit buiten de partijen en met een sterke nadruk op het behouden van de organisatiestructuur. De IMT sectie Socialist Revolution in de Verenigde Staten doet niet aan entrisme maar voert wel campagne voor een arbeiderspartij gesteund door vakbonden.
De IMT heeft zich in de loop der jaren verspreid naar verschillende landen met secties in Venezuela, Argentinië, Mexico, Bolivia, El Salvador en Brazilië. Aan het einde van 2002 hielpen ze met de start van de solidariteitscampagne Hands Off Venezuela die nu actief is in 30 landen en kreeg tal van resoluties goedgekeurd in verschillende landen waaronder Groot-Brittannië en Italië. IMT activisten zijn ook actief in de FRETECO (Front van Fabrieken onder Arbeiderscontrole) beweging in Brazilië en Venezuela. Ze zijn zeer actief in Venezuela waar zij Hugo Chávez en Nicolás Maduro steunen maar tegelijk ook de ideeën van Marx, Engels, Trotsky en Lenin bevorderen en niet het Chavisme. In 2010 beweerde de leider van de grootste oppositiepartij in Venezuela Rechtvaardigheid Eerst Ramon Muchacho de uitspraak dat Alan Woods, hoofdtheoreticus van de IMT, de "principiële ideologische adviseur en persoonlijke vriend" van Chávez was. Alan Woods heeft deze bewering zelf afgezwakt en Venezuela gaat op dit moment op een pad dat de IMT niet als voldoende zien maar wel een stap in de goede richting.
Elke jaar komen vertegenwoordigers van alle secties samen voor een wereldcongres of een wereld school voor het Marxisme. De functie van dit congres is het discussiëren van de situatie van de IMT, rapporteren en toekomstige activiteiten plannen. De wereld school is voornamelijk voor het verdiepen van de kennis van Marxistische theorie, de geschiedenis van de arbeidersbeweging en de actuele situatie van de strijd voor het socialisme.
Begin maart 2009 organiseerde de IMT een Marxistische School in Mexico waar revolutionaire van Noord, Zuid en Midden-Amerika samen kwamen om hun werk in hun respectievelijke landen te bespreken samen met Marxistische ideeën en perspectieven voor de toekomst van de beweging. In het bijzonder was Esteban Volkov, kleinzoon van Lev Trotski ook aanwezig. Volkov beschreef Alan Woods als een van de beste volgers van Trotski. Bij dit evenement werd ook een nieuwe krant gesticht die America Socialista werd genoemd en op dit moment alleen in het Spaans beschikbaar is. Er zijn plannen om ook edities in het Engels, Frans en Portugees uit te brengen.
In 2012 publiceerde de IMT een artikel waar ze de moordpoging op Malala Yousafzai aanklaagde en Woods de bewering maakte dat zij een sympathisant is van de IMT en een foto liet zien van haar bij een IMT school in Swat, Pakistan. Deze bewering werd vaak gebruikt om de politieke idealan van Yousafzai te interpreteren en te speculeren of zij een communistische agenda heeft. Yousafzai stuurde op 9 maart 2013 groeten naar het congres van de Pakistaanse sectie van de IMT waarin zij zei "Ik ben overtuigd dat Socialisme het enige antwoord is en ik drang alle kameraden aan om deze strijd tot een zegevierende conclusie te brengen. Alleen zo kunnen wij ons bevrijden van de ketenen van onverdraagzaamheid en uitbuiting."
De Nederlandse sectie van de IMT houdt zich voornamelijk bezig met de rekrutering van nieuwe leden en het opleiden van nieuwe theoretische kaders door middel van verschillende theoretische leesgroepen en bijeenkomsten om zich zo voor te bereiden op een eventuele socialistische revolutie in Nederland.

## Secties
| Sectie                                       | Naam van publicatie                                  | Nederlandse vertaling       | Engelse naam              | Officiële website | Connectie tot massapartijen                          |
| -------------------------------------------- | ---------------------------------------------------- | --------------------------- | ------------------------- | ----------------- | ---------------------------------------------------- |
| Argentinië                                   | El Militante                                         | Strijdbaar                  | Militant                  |                   |                                                      |
| Australië (land)                             | Revolution                                           | Revolutie                   | Revolution                |                   |                                                      |
| België                                       | Unité Socialiste in het Frans Vonk in het Nederlands | Socialistische Eenheid Vonk | Socialist Unity Spark     |                   | Parti Socialiste (België) Vooruit (politieke partij) |
| Bolivia                                      | Lucha de Clases                                      | Klassenstrijd               | Class Struggle            |                   | Beweging naar het Socialisme                         |
| Brazilië                                     | Esquerda Marxista                                    | Marxistisch Links           | Marxist Left              |                   | Socialistische en Vrijheidspartij                    |
| Canada                                       | Fightback                                            | Terugvechten                | Fightback                 |                   | New Democratic Party of Canada                       |
| Catalonië                                    | L'Octubre                                            | In Oktober                  | In October                |                   |                                                      |
| Denemarken                                   | Revolution                                           | Revolution                  | Revolution                |                   |                                                      |
| Duitsland                                    | Der Funke - Marxistische Linke                       | de Vonk - Marxistisch Links | the Spark - Marxist Left  |                   |                                                      |
| El Salvador                                  | Bloque Popular Juvenil                               | Populair Jeugd Blok         | United Front of the Youth |                   | Front Farabundo Martí voor Nationale Bevrijding      |
| Engeland Wales                               | Socialist Appeal                                     | Socialistische Aantrekking  | Socialist Appeal          |                   | Labour Party (Verenigd Koninkrijk)                   |
| Frankrijk                                    | Révolution                                           | Revolutie                   | Revolution                |                   | La France insoumise                                  |
| Griekenland                                  | Κομμουνιστική Τάση Kommunistiki Tási                 | Communistische Tendens      | Communist Tendency        |                   |                                                      |
| Indonesië                                    | Militan                                              | Strijdbaar                  | Militant                  |                   |                                                      |
| Iran                                         | مبارزه طبقاتی Mobāreze-ye Tabaqāti                   | Klassenstrijd               | Class Struggle            |                   |                                                      |
| Italië                                       | Sinistra clazze rivoluzione                          | Links, Klasse, Revolutie    | Left, Class, Revolution   |                   | Voor een Revolutionair Links                         |
| Mexico (land)                                | La Izquierda Socialista                              | Het Socialistisch Links     | the Socialist Left        |                   | Nationale Regeneratiebeweging                        |
| Maleisië                                     | Pembebasan                                           | Verlichting                 | Relief                    |                   |                                                      |
| Marokko                                      | رابطة العمل الشيوعي Rābita al-'amal al-shuyu'ī       | Communistische Liga         | Communist League          |                   |                                                      |
| Nederland                                    | Revolutie                                            | Revolution                  | Relief                    |                   |                                                      |
| Nieuw-Zeeland                                | Socialist Appeal                                     | Socialistische Aantrekking  | Socialist Appeal          |                   | New Zealand Labour Party                             |
| Nigeria                                      | Workers' Alternative                                 | Arbeidersalternatief        | Workers' Alternative      |                   |                                                      |
| Oostenrijk                                   | Der Funke                                            | De Vonk                     | the Spark                 |                   |                                                      |
| Pakistan                                     | لال سلام Lal Salaam                                  | Rode Groet                  | Red Salute                |                   |                                                      |
| Polen                                        | Czerwony front                                       | Rood Front                  | Red Front                 |                   |                                                      |
| Portugal                                     | Colectivo Marxista                                   | Marxistisch Collectief      | Marxist Collective        |                   |                                                      |
| Quebec (provincie)                           | La Riposte                                           | Terugvechten                | Fightback                 |                   | Québec Solidaire                                     |
| Rusland                                      | Враг Капитала Vrag Kapitala                          | Vijand van het Kapitaal     | Enemy of the Capital      |                   |                                                      |
| Schotland                                    | Revolution                                           | Revolutie                   | Revolution                |                   |                                                      |
| Bosnië en Herzegovina Noord-Macedonië Servië | Crvena Kritika Црвена Критика                        | Rode Kritiek                | Red Critique              |                   |                                                      |
| Spanje                                       | Lucha de Clases                                      | Klassenstrijd               | Class Struggle            |                   | Podemos                                              |
| Tsjechië                                     | Marxistická Alternativa                              | Marxistisch Alternatief     | Marxist Alternative       |                   |                                                      |
| Venezuela                                    | Lucha de Clases                                      | Klassenstrijd               | Class Struggle            |                   | Verenigde Socialistische Partij van Venezuela        |
| Verenigde Staten                             | Socialist Revolution                                 | Socialistische Revolutie    | Socialist Revolution      |                   |                                                      |
| Zuid-Afrika                                  | Revolution                                           | Revolutie                   | Revolution                |                   | Economische Vrijheidsstrijders                       |
| Zweden                                       | Revolution                                           | Revolutie                   | Revolution                |                   | Vänsterpartiet                                       |
| Zwitserland                                  | In Duits-Zwitserland In Romandië                     | De Vonk                     | the Spark                 |                   | Jonge Socialisten Zwitserland                        |